# 早川正士
早川 正士（はやかわ まさし、1944年2月26日 - ）は、日本の電磁環境学者。専門は、電磁環境学で、キーワードは電波と環境。具体的なテーマは電離圏/磁気圏プラズマ波動と磁気圏診断、方探、大気雑音（雷、地球温暖化など）と中間圏発光現象、環境電磁工学（EMC）、地震電磁気学（地震予知学）等。
愛知県名古屋市出身。電気通信大学電気通信学部電子工学科教授を経て、電気通信大学名誉教授、株式会社早川地震電磁気研究所代表取締役。2025年、瑞宝中綬章受章。

## 専門分野
専門分野は電磁環境学（電波理工学）で、具体的なテーマとしては
- 地球周辺（電離層／磁気圏）プラズマ中での電磁雑音と磁気圏の診断
- 大気中の電磁雑音（世界雷分布、地球温暖化、中間圏発光現象）
- 生活空間での電磁雑音（環境電磁工学、EMC）
- 地圏からの電磁気現象と地震予知

阪神・淡路大震災（1995年）の電波観測データにより地震発生前に電離層に変化があることに気付き、地震と電離層の相関関係を発見。以降は電磁気的手法を用いた地震予知の研究に精力的に従事。4回IWSE(Int. Workshop on Seismo Electromagnetics)を国内にて開催するなど、地震電磁気研究を推進し、地震電磁気学・地震予知学を提唱、地震短期予知の基礎を築いた。

## 略歴
- 1966年：名古屋大学工学部電気工学科卒業
- 1968年：名古屋大学大学院工学研究科電気工学専攻修士課程修了
- 1970年：名古屋大学大学院博士課程中退
- 1970年：名古屋大学空電研究所助手
- 1975年：イギリス・シェフィールド大学物理学科客員講師（1年）
- 1978年：名古屋大学空電研究所講師
- 1979年：名古屋大学空電研究所助教授
- 1980年：フランス国立惑星大気環境科学研究所客員教授（2年）
- 1990年：名古屋大学太陽地球環境研究所（旧空電研究所）助教授
- 1991年：電気通信大学菅平宇宙電波観測所教授
- 1995年：電気通信大学電子工学科教授
- 2009年：電気通信大学停年退官
- 2009年：電気通信大学名誉教授, 同大学、先端ワイヤレスコミュニケーション研究センター特任教授
- 2010年：地震解析ラボ設立、同ラボ所長
- 2011年：電気通信大学、先端ワイヤレスコミュニケーション研究センター客員教授
- 2011年：株式会社早川地震電磁気研究所設立、代表取締役
- 2016年：地震解析ラボ所長 退任

現在
- 株式会社早川地震電磁気研究所 代表取締役
- 電気通信大学名誉教授
- 電気通信大学先端ワイヤレスコミュニケーション研究センター客員教授
- 日本地震予知学会会長

### 役職
- 1984-1993年：日本学術会議電波研究連絡委員会 E分科委員長（3期）
- 1993-1996年：URSI, E分科 Vice Chair
- 1996-1999年：URSI, E分科 Chair
- 1999-2001年：日本大気電気学会会長（第16期）
- 2000-2006年：Radio Science, Co-editor
- 2005年：電子情報通信学会 フェロー
- 2005年：電気学会 上級会員
- 2009-2013年：Journal of Atmospheric Electricity, Editor-in-Chief
- 1994, 1997, 2000, 2005年：International Workshop on Seismo Electromagnetics (IWSE) Chair

EMC、スペース、電気/電子工学、地震電磁気分野の多くの国際会議の組織委員を務める。

### 国際学術誌への貢献
Planetary and Space Science, Indian Journal of Radio and Space Science等のEditorial board member。Journal of Atmospheric and Solar-Terrestrial Physics, Physics and Chemistry of the Earth, Journal of Atmospheric Electricity等の多数の国際誌にて特集号のGuest Editorを務める。

### 受賞
- 1983年：日本地球電磁気学会, 田中館賞
- 1989年：日本大気電気学会賞
- 2003年：三菱財団
- 2000年：EMC(Wroclaw) 国際会議功労賞
- 2010年：インド第20回S. N. Bose記念招待講演

他

## 発表論文
調査機関「トムソン・ロイター（Thomson Reuters）社」の学術雑誌データベース調査結果によると、2000年～2010年の10年間において、地震（earthquakes）分野における発表論文数は早川が世界TOP 1。電磁環境学全般にわたり700編超。以下は最近の代表的なもの。
- Hayakawa, M., Y. Kasahara, T. Nakamura, F. Muto, T. Horie, S. Maekawa, Y. Hobara, A. A., Rozhnoi, M. Solovieva, and O. A. Molchanov, A statistical study on the correlation between lower ionospheric perturbations as seen by subionospheric VLF/LF propagation and earthquakes, J. Geophys. Res., vol. 115, A09305, doi:10. 1029/2009JA015143, 2010.
- Shvets, A., and M. Hayakawa, Global lightning activity on the basis of inversions of natural ELF electromagnetic data observed at multiple stations around the world, Survey Geophys., vol. 32, issue 6, 705-732, DOI 10.1007/s10712-011-9135-1, 2011.
- Hayakawa, M., Y. Hobara, A. Rozhnoi, M. Solovieva, K. Ohta, J. Izutsu, T. Nakamura, and Y. Kasahara, The ionospheric precursor to the 2011 March 11 earthquake based upon observations obtained from the Japan-Pacific subionospheric VLF/LF network, Terr. Atmos. Ocean. Sci., vol. 24, no. 3, 393-408, doi: 10.3319/TAO.2012.12.14.01(AA), 2013.
- Sorokin, V. and M. Hayakawa, Generation of seismic-related DC electric fields and lithosphere-atmosphere-ionosphere coupling, Modern Appl. Sci., vol. 7, no. 6, 1-25, doi: 10.5539/mas.v7n6p1, 2013.
- Ohta, K., J. Izutsu, A. Schekotov, and M. Hayakawa, The ULF/ELF electromagnetic radiation before the 11 March 2011 Japanese earthquake, Radio Sci., vol. 48, 589–596, doi:10.1002/ rds.20064, 2013.
- Hayakawa, M., A. Rozhnoi, M. Solovieva, Y. Hobara, K. Ohta, A. Schekotov, and E. Fedorov, The lower ionospheric perturbation as a precursor to the 11 March 2011 Japan earthquake, Geomatics, Natural Hazards and Risk, vol. 4, no. 3, 275-287, doi:org/ 10.1080/19475705.2012.751938, 2013.

## 著書
- 早川正士 『波動工学』（コロナ社）1992年
- 宇宙からの交響楽―超高層プラズマ波動  (コロナ社)
- 早川正士 『最新・地震予知学　電磁波異常でわかる、その前兆』（祥伝社）1996年
- Hayakawa, M. and O. A. Molchanov (編) 『Seismo Electromagnetics: Lithosphere - Atmosphere - Ionosphere Coupling』（TERRAPUB）2002年
- Nickolaenko, A. P. and M. Hayakawa 『Resonances in the Earth-Ionosphere Cavity』（Kluwer Acad. Pub., Dordrecht）2002年
- Troyan, V. and M. Hayakawa 『Inverse Geophysical Problems』（TERRAPUB）2002年
- 早川正士 『なぜ電磁気で地震の直前予知ができるか』（日本専門図書出版）2003年
- 日本大気電気学会編（全般総括、分担執筆）『大気電気学概論』（コロナ社）2003年
- Korovkin, N. V., V. L. Chechurin and M. Hayakawa 『Inverse Problems in Electric Circuits and Electromagnetics』（Springer）2007年
- Molchanov, O. A., and M. Hayakawa 『Seismo Electromagnetics and Related Phenomena: History and latest results』（TERRAPUB）2008年
- 早川正士 『地球環境とノイズの意外な関係』（技術評論社）2009年
- Hayakawa, M. (編) 『Electromagnetic Phenomena Associated with Earthquakes』（Transworld Research Network）2009年
- 早川正士 『地震は予知できる！』（KKベストセラーズ）2011年
- Hayakawa, M. (編) 『地震予知研究の最前線（The Frontier of Earthquake Prediction Studies）』（日本専門図書出版）2012年
- Hayakawa, M. (編) 『Earthquake Prediction Studies: Seismo Electromagnetics』（TERRAPUB）2013年
- Nickolaenko, A. P. and M. Hayakawa 『Schumann Resonance for Tyros』（Springer）電子書籍 2014年
- Surkov, V. and M. Hayakawa 『Ultra and Extremely Low Frequency Electromagnetic Fields』（Springer）2014年
- 早川正士『新版　直下型大地震　誰でも予知はできる　生き残るための戦略』（OROCO PLANNING）2017年
- 早川正士『退避　巨大地震は予知されている』（OROCO PLANNING）2019年